# Élisabeth d'Ayen
Élisabeth d'Ayen Macready, nascuda Élisabeth Pauline Sabine Marie de Noailles (Maintenon, Eure i Loir, França, 27 d'octubre de 1898 − París, 7 de desembre de 1969) fou una tennista francesa, guanyadora d'una medalla de bronze en els Jocs Olímpics d'Anvers 1920 fent parella amb la mítica tennista Suzanne Lenglen. Amb Lenglen també va guanyar un títol del Championnat de France, precursor del Roland Garros però encara era restringit a tennistes francesos. És filla d'Adrià Maurici, duc d'Ayen i Noailles.

## Grand Slams

### Dobles: 1 (1−0)
| Resultat   | Núm. | Any  | Torneig               | Parella         | Oponents                         | Marcador |
| ---------- | ---- | ---- | --------------------- | --------------- | -------------------------------- | -------- |
| Guanyadora | 1.   | 1920 | Championnat de France | Suzanne Lenglen | Germaine Golding Jeanne Vaussard | 6−1, 6−1 |

## Jocs Olímpics

### Dobles
| Any  | Campionat                      | Parella         | Oponents                     | Resultat |
| ---- | ------------------------------ | --------------- | ---------------------------- | -------- |
| 1920 | Jocs Olímpics, Anvers, Bèlgica | Suzanne Lenglen | Marie Storms Fernande Arendt | Renúncia |